# Stadler (H)Gem 2/2
Die Stadler (H)Gem 2/2 ist eine zweiachsige meterspurige Zweikraftlokomotive, die wahlweise als Adhäsionslokomotive oder als gemischte Adhäsions- und Zahnradlokomotive geliefert wird. Die Lokomotiven in gleicher Grundbauform wurden von Stadler Rail für Bahnen in der Schweiz, Spanien und Slowakei gebaut. Die Fahrzeuge werden bei den meisten Bahnen im Baudienst und in der Schneeräumung eingesetzt.

## Geschichte
Der erste Auftrag erfolgte im August 2012 für fünf Schweizer Schmalspurbahnen, die Montreux-Berner Oberland-Bahn (MOB), die Transports Montreux–Vevey–Riviera (MVR), Transports Publics du Chablais (TPC), Freiburgische Verkehrsbetriebe (TPF) und die Chemin de fer Nyon–Saint-Cergue–Morez (NStCM). Die Lokomotiven wurden 2016/2017 ausgeliefert.  Im Jahre 2019 wurden vier weitere Gem 2/2 an die Chemins de fer du Jura (CJ) und an die Appenzeller Bahnen (AB) abgeliefert.

## Technik
Alle Ausführungen der Lokomotive haben eine maximale Traktionsleistung von 700 kW unter der Oberleitung und 400 kW im Dieselbetrieb. Der Dieselmotor ist ein Achtzylinder von Mercedes, der die Euronorm IIIB erfüllt. Die Fahrzeuge verfügen über eine Nutzbremse, können aber die Bremsenergie auch in Bremswiderständen in Wärme umwandeln. Die Stromrichter sind von ABB und liefern die Versorgungsspannung für die Drehstrom-Asynchronmotoren. Die Motoren stammen von Traktionssysteme Austria (TSA), die auch den Generator lieferten.
Die Lokomotiven haben viele Bauteile mit den bei denselben Bahnen eingesetzten Personentriebwagen von Stadler gemeinsam. Dies betrifft die Achsgetriebe, Stromrichter, Leittechnik, Bedienelemente im Führerstand und die Druckluftanlage.
Bei Einsätzen vor Bauzügen können bis zu zehn Personen mit der Lok mitfahren. Zusätzliche Ausrüstung mit Suchscheinwerfer, Warnleuchten und Beleuchtung an der Fahrzeugseite erleichtern die Arbeit nachts. Elektrische Arbeitsgeräte, die mit 400 V Dreiphasenwechselstrom betrieben werden, können über die Steckdosen in der Stirnfront der Lokomotive mit Energie versorgt werden.
Die MVR-Maschinen Hem 2/2 11 und 12 haben eine Vorstelllast im Zahnradbetrieb von 18 Tonnen und können einen ungebremsten Wagen von bis zu 3 Tonnen mitführen.

## Lieferübersicht
| Land     | Betreiber                                 | Typ      | Nummern   | EVN                                                | Anzahl | Bild        |
| Schweiz  | MOB MVR                                   | HGem 2/2 | 2501      | 90 85 830 2501-4                                   | 1      |             |
| Schweiz  | MOB                                       | Gem 2/2  | 2502–2504 | 90 85 830 2502-2 90 85 830 2503-0 90 85 830 2504-8 | 3      |             |
| Schweiz  | MVR (Zahnradbahn auf den Rochers de Naye) | Hem 2/2  | 11–12     | 90 85 885 0011-0 90 85 885 0012-8                  | 2      |             |
| Schweiz  | NStCM                                     | Gem 2/2  | 451       | 90 85 855 0451-1                                   | 1      |             |
| Schweiz  | TPF                                       | Gem 2/2  | 18        | 90 85 832 0018-7                                   | 1      |             |
| Schweiz  | TPC                                       | HGem 2/2 | 941–943   | 90 85 854 0941-4 90 85 854 0942-2 90 85 854 0943-0 | 3      |             |
| Schweiz  | CJ                                        | Gem 2/2  | 521–522   | 90 85 856 0521-9 90 85 856 0522-7                  | 2      |             |
| Schweiz  | AB                                        | Gem 2/2  | 1095–1096 | 90 85 850 1095-6 90 85 850 1096-4                  | 2      |             |
| Spanien  | FGC                                       | HGem 2/2 | H12       |                                                    | 1      |             |
| Spanien  | FGC                                       | HGem 2/2 | 256.01    |                                                    | 1      |             |
| Slowakei | ZSSK (Elektrische Tatrabahn)              | HGem 2/2 | 485 951   | 99 56 94 85 951-8                                  | 1      | [ 5 ] [ 6 ] |